# Kłodawa (gemeente in powiat Kolski)
De gemeente Kłodawa is een stad- en landgemeente in de Poolse woiwodschap Groot-Polen, in powiat Kolski.
De zetel van de gemeente is in Kłodawa.
Op 30 juni 2006, telde de gemeente 13 312 inwoners.

## Oppervlakte gegevens
In 2002 bedroeg de totale oppervlakte van gemeente Kłodawa 128,97 km², waarvan:
- agrarisch gebied: 90%
- bossen: 4%

De gemeente beslaat 12,76% van de totale oppervlakte van de powiat.

## Demografie
Stand op 30 juni 2004:
| Omschrijving                   | Totaal | Totaal | Vrouwen | Vrouwen | Mannen | Mannen |
| ------------------------------ | ------ | ------ | ------- | ------- | ------ | ------ |
| eenheid                        | aantal | %      | aantal  | %       | aantal | %      |
| inwoners                       | 13 369 | 100    | 6822    | 51      | 6547   | 49     |
| bevolkingsdichtheid (inw./km²) | 103,7  | 103,7  | 52,9    | 52,9    | 50,8   | 50,8   |

In 2002 bedroeg het gemiddelde inkomen per inwoner 1152,37 zł.

## Aangrenzende gemeenten
Babiak, Chodów, Grabów, Grzegorzew, Olszówka, Przedecz